# ناحية داعل
ناحية داعل إحدى نواحي سوريا تتبع إداريّاً لمحافظة درعا منطقة درعا ومركزها بلدة داعل، بلغ تعداد سكان الناحية 43,691 نسمة حسب التعداد السكاني لعام 2004.

## بلدات وقرى ناحية داعل
إبطع، داعل.